# 툴파르

몽골의 국장의 툴파르.

툴파르(카자흐어: Тұлпар, 바시키르어: Толпар, 타타르어: Тулпар, 키르기스어: Тулпар, 튀르키예어: Tulpar, 위구르어: تۇلپار)는 튀르크 신화에 나오는 천마(天馬)다. 그리스 신화의 페가소스처럼 날개가 달렸거나, 그렇지 않더라도 매우 빠른 말이라고 한다. 카자흐스탄, 몽골, 바시코르토스탄의 국장 도안으로 사용된다.

## 같이 보기
- 페가수스
- 몽골의 국장
- 카자흐스탄의 국장